# ریک دکارد
ریک دکارد (انگلیسی: Rick Deckard) شخصیتی تخیلی و پروتاگونیست رمان سال ۱۹۶۸ آیا آدم‌مصنوعی‌ها خواب گوسفند برقی می‌بینند؟ نوشتهٔ فیلیپ کی. دیک است. هریسون فورد این شخصیت را در فیلم اقتباسی بلید رانر در سال ۱۹۸۲ به تصویر کشید و در دنبالهٔ سال ۲۰۱۷، بلید رانر ۲۰۴۹ نیز نقش خود را تکرار کرد. جیمز پیورفوی صداپیشگی این شخصیت را در اقتباس رادیو بی‌بی‌سی ۴ در سال ۲۰۱۴ بر عهده داشت.